# Isla Button
La isla Button es un territorio insular del sur de Chile, en el sector sur del archipiélago de Tierra del Fuego, en el extremo austral de América del Sur. Se sitúa en el canal Murray, al oeste de la isla Navarino y al este de la isla Hoste, y al sur de la isla Grande de Tierra del Fuego sobre el mar de la Zona Austral. Administrativamente pertenece a la comuna de Cabo de Hornos, Provincia Antártica Chilena, Región de Magallanes y de la Antártica Chilena.